# 天気読み
「天気読み」（てんきよみ）は、小沢健二のソロデビューシングル。1993年7月21日に東芝EMIから発売。

## 解説
フリッパーズ・ギター時代とは一線を画した曲で、シンプルなサウンドで奏でるロック・ナンバー。
CDジャケットで着用しているTシャツに映っている人物は、アリス・クーパーである。
収録曲は2曲とも、アルバム『犬は吠えるがキャラバンは進む』に収録されているが、どちらも「mastered for album」としてアルバムバージョンになっているため、シングル版は今作にのみ収録されている。

## 収録曲
- 全曲 作詞・作曲・編曲:小沢健二

1. 天気読み（5分52秒）
  - 英題は「TENKI-YOMI」。
2. 暗闇から手を伸ばせ（4分33秒）
  - 英題は「REACH OUT OF THE DARKNESS」
3. 天気読み (オリジナル・カラオケ)